# Prussia Cove
Prussia Cove (cornique : Porth Legh) est une crique privée située dans Mount's Bay, en Cornouailles (Angleterre). Elle est site d'intérêt scientifique particulier et Area of Outstanding Natural Beauty.